# پیترزبورگ (تنسی)
پیترزبورگ(به انگلیسی: Petersburg) شهری در ایالت تنسی کشور ایالات متحده آمریکا است که جمعیت آن در سرشماری سال ۲۰۱۰ میلادی، ۵۴۴ نفر بوده‌است.